# Eilean Mhic Coinnich
Eilean Mhic Coinnich (deutsch: MacKenzie-Insel) ist eine kleine, unbewohnte und unbebaute schottische Insel, die zur Gruppe der Inneren Hebriden gehört. Die maximal 660 m lange und 300 m breite Insel liegt nahe der Südspitze der im Westen der Insel Islay gelegenen Halbinsel Rhinns of Islay. Von dieser ist sie durch eine 100 m breite Wasserstraße abgetrennt. Administrativ gehört Eilean Mhic Coinnich zur Council Area Argyll and Bute beziehungsweise historisch zur Grafschaft Argyllshire. Auf Islay liegt Eilean Mhic Coinnich die Ortschaft Portnahaven gegenüber. Zusammen mit ihrer östlich gelegenen Nachbarinsel Orsay schützt sie den Hafen Portnahavens vor den Unbilden des Atlantischen Ozeans.
Es gibt Indizien, dass Eilean Mhic Coinnich einst besiedelt war. So finden sich im Südosten der Insel Anzeichen für menschliche Bebauung. Frühere Berichte über Grabanlagen auf der Insel, konnten bei neueren Untersuchungen nicht bestätigt werden. Die Insel ist auf Grund ihrer Artenvielfalt als Naturschutzgebiet deklariert.
Im Jahre 2008 schrieb der Eigentümer Gilbert MacNab die Insel für 100.000 £ zum Verkauf aus. Schließlich kaufte der Schuldirektor Piers Casimir-Mrowczynski aus St Albans, Hertfordshire die Insel im Jahre 2012 zu einem Preis von 55.000 £.